# 이주승 (성우)
이주승(1992년 7월 22일 ~ )은 대한민국의 성우로, 2019년 대원방송 성우극회 공채 10기로 입사했다.

## 출연 작품

### 애니메이션
- 나의 히어로 아카데미아 4기 - 팻껌, 갑옷무사 외 각종 단역
- 신 도라에몽 시리즈 - 각종 단역
- 마법사 프리큐어! - 그리드라 5, 토시, 데우스 마스트, 페가수스, 담임 선생님
- 미래소년 코난 - 쿠즈, 루크, 오로
- 반요 야샤히메 - 네노쿠비, 어른 유태영, 쥬베에, 부요, 독 이무기, 호무라, 카이리기
- 부호형사 Balance:UNLIMITED
- 블랙클로버 - 담나티오 키라, 플로가, 루치페로, 기모델로, 외 각종 단역
- 오소마츠 6쌍둥이
- 원피스 Original 19기 드레스로자 편 PART 2 - 트라팔가 로의 아버지, 빌 외 각종 단역
- 원피스 New 23기 무사의 나라 편 - 킹, 페이지 원, 바바누기, 코즈키 스키야키, 스덴, 라쿠다
- 유희왕 VRAINS - 방송국 국장 / 수염 개구리, 올챙이 외 각종 단역
- 유희왕 SEVEND - 사룩회 / 루크
- 재채기 대마왕 2020 - 쌈지 주머니, 나루아빠
- 조이드 와일드 제로 - 크리스토퍼 길러 외 각종 단역
- 호빵맨 - 젤리소년, 블록맨, 눈도깨비
- 꼭두각시 서커스 - 바이 인, 슈바르체스 토어, 나카마치 노리유키, 마스무라, 드릴 셉템버, 됙퇴르 라오, 카알 슈나지
- 닥터 스톤 STONE WARS - 우에이 요우
- 마루코는 아홉살 - 나레이션, 나베
- 오스마츠 육쌍둥이 - 타츠나미
- 작은 아저씨들 - 조의 아이들, 프란츠, 에드
- 카드파이트!! 뱅가드 overDress - 에바타 토우야
- 나의 히어로 아카데미아 5기 - 플렉트 턴, 게텐 외 각종 단역
- 트로피컬 루즈! 프리큐어 - 한태양, 홍청기 외 각종 단역
- 디지몬 어드벤처: - 허수아비몬
- 포켓몬스터 W - 윤진
- 라이즈맨 - 스쿳

### 애니메이션 영화
- 도라에몽 진구의 도라비안 나이트 - 알 라시드, 마신
- 도라에몽 진구의 신 공룡 - 대장
- 위시 - 가보

### 특촬물
- 가면라이더 지오 - 아스라 / 어나더 가이무, 강비류, 어나더 지오, 김신우, 가면라이더 히비키 / DJ 나종연 외 각종 단역
- 극장판 가면라이더 지오 Over Quartzer - 가면라이더 잔게츠
- 가면라이더 제로원 - 오프닝(with.서반석), 서복준, 제로원 & 제로투 드라이버 음성, 버스 / 오니코 마기어, 빙고 / 비카리아 마기어, MC 체키라웃, 도도 마기어, 나레이션 1
- 가면라이더 세이버 - 전광현 / 가면라이더 에스다파 / 가면라이더 칼리버, 모든 메기도
- 파워레인저 다이노소울 - 사덴 / 마스터 블랙
- 파워레인저 루팡포스 VS 패트롤포스 - 형이녹프 폭시네스키
- 파워레인저 젠카이저 - 깨부스터, 버섯 월드 / 거대 버섯 월드, 쨍쨍 월드 / 거대 쨍쨍 월드 / 술래잡기 월드 / 거대 술래잡기 월드, 곶감 월드 / 거대 곷감 월드, 면 월드 / 거대 면 월드, SD 월드 / 거대 SD 월드, 스테이시 / 스테이시저, 경찰

### 외화
- 무파사: 라이온 킹 - 아지보(A.J. 베클스)
- 백설공주 - 조나던(앤드루 버냅)

### OST
- 재채기 대마왕 2020 오프닝
- 유희왕 SEVENS 오프닝
- 라이즈맨 오프닝 커다란 날개

### 게임
- 황혼의 신부 - 한네스
- 명조: 워더링 웨이브 - 브렌트